# آرثر تريفور
آرثر تريفور (بالإنجليزية: Arthur Trevor)‏ (14 نوفمبر 1858 - 27 سبتمبر 1924 في المملكة المتحدة) هو لاعب كريكت بريطاني (وحمل سابقاً جنسية المملكة المتحدة لبريطانيا العظمى وأيرلندا).